# 越南山矾
越南山矾（学名：Symplocos cochinchinensis）也叫火灰树、火样灰树、大叶灰木、火灰木、越南灰木、山火灰、大叶火灰、沙槁、黄板木等，地方名山枇杷（广西天等），为山矾科山矾属下的一个种。分布于广东、广西、云南、福建、台湾等地，亦可见于西藏的部分地区，如墨脱，中南半岛、爪哇、印度等地也有。生于溪边、路旁及山地阔叶林中。

## 名称
其拉丁学名中，属名Symplocos源于希腊语symploke，意为“扭在一起”，指本属植物花丝基部合生。而种加词cochinchinensis则意为“交趾支那的”。

## 形态
为乔木，可高达20米。树皮灰黑色，小枝粗。芽、嫩枝、叶柄及叶上面中脉均被红褐色绒毛。叶互生，纸质，椭圆形、倒卵状椭圆形或窄椭圆形，先端急尖或渐尖，基部楔形，叶背被柔毛，全缘或具细腺齿，腺质齿尖易脱落，毛基有褐色腺状斑点。叶长7.5-15厘米，宽5-7.5厘米。花期八至九月，花为穗状花序，有香气，苞片、萼均被红褐色绒毛，花冠白色或淡黄色。核果圆球形，基部有宿存苞片，果期十月至十一月。

## 用途
可做药用，根可化痰止咳。其枝叶在壮药中被称作“榧兜”，用于祛毒止血等。有研究对长江以南14个省65个村庄进行调研，访谈343人，得出77种山矾属植物的利用频度，结果越南山矾因药用价值显著而名列第三（频度28.5%），仅排在白檀（37.3%）和华山矾（30.9%）之后。
其木材可作农具柄、木尺等工艺用材。种子的油可作工业原料。

## 图集

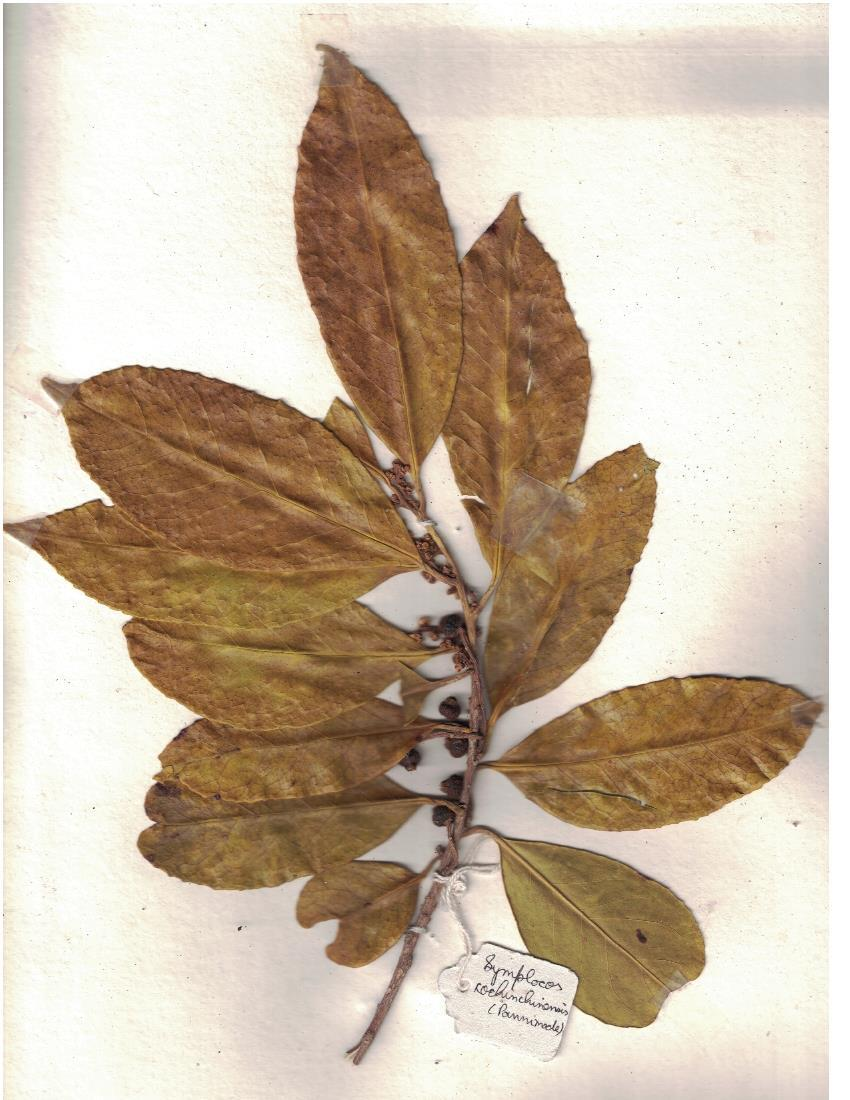
叶标本
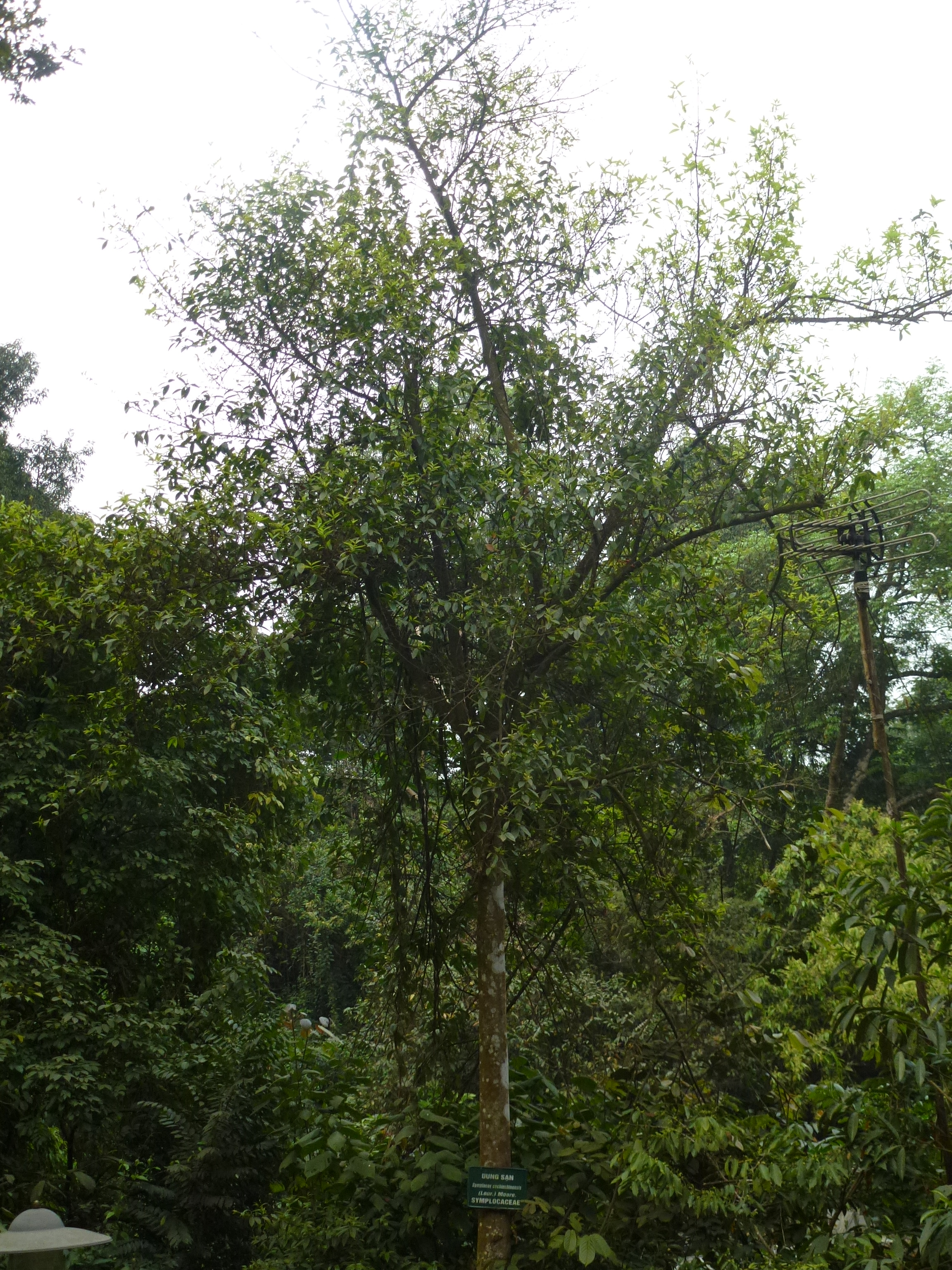
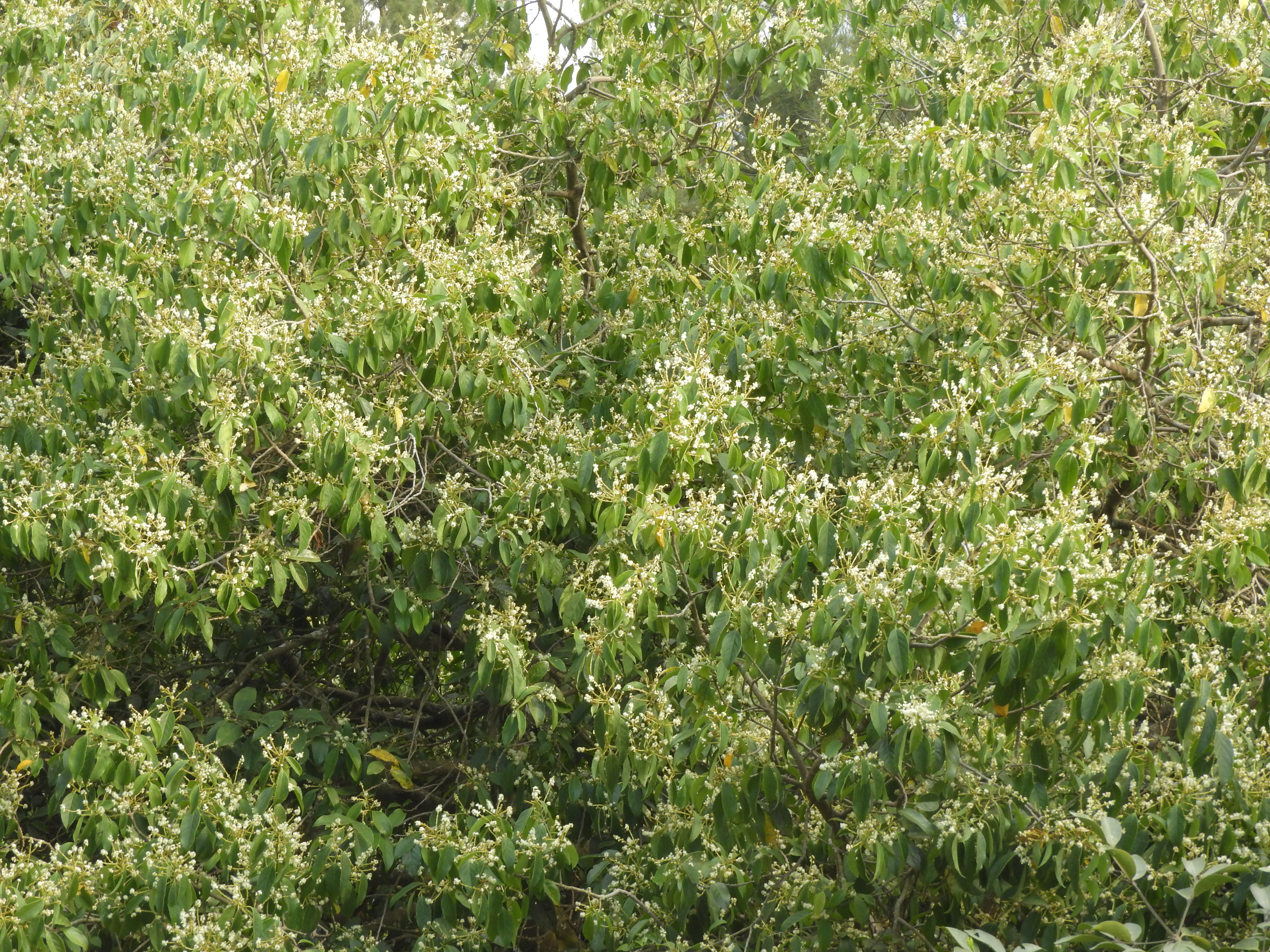
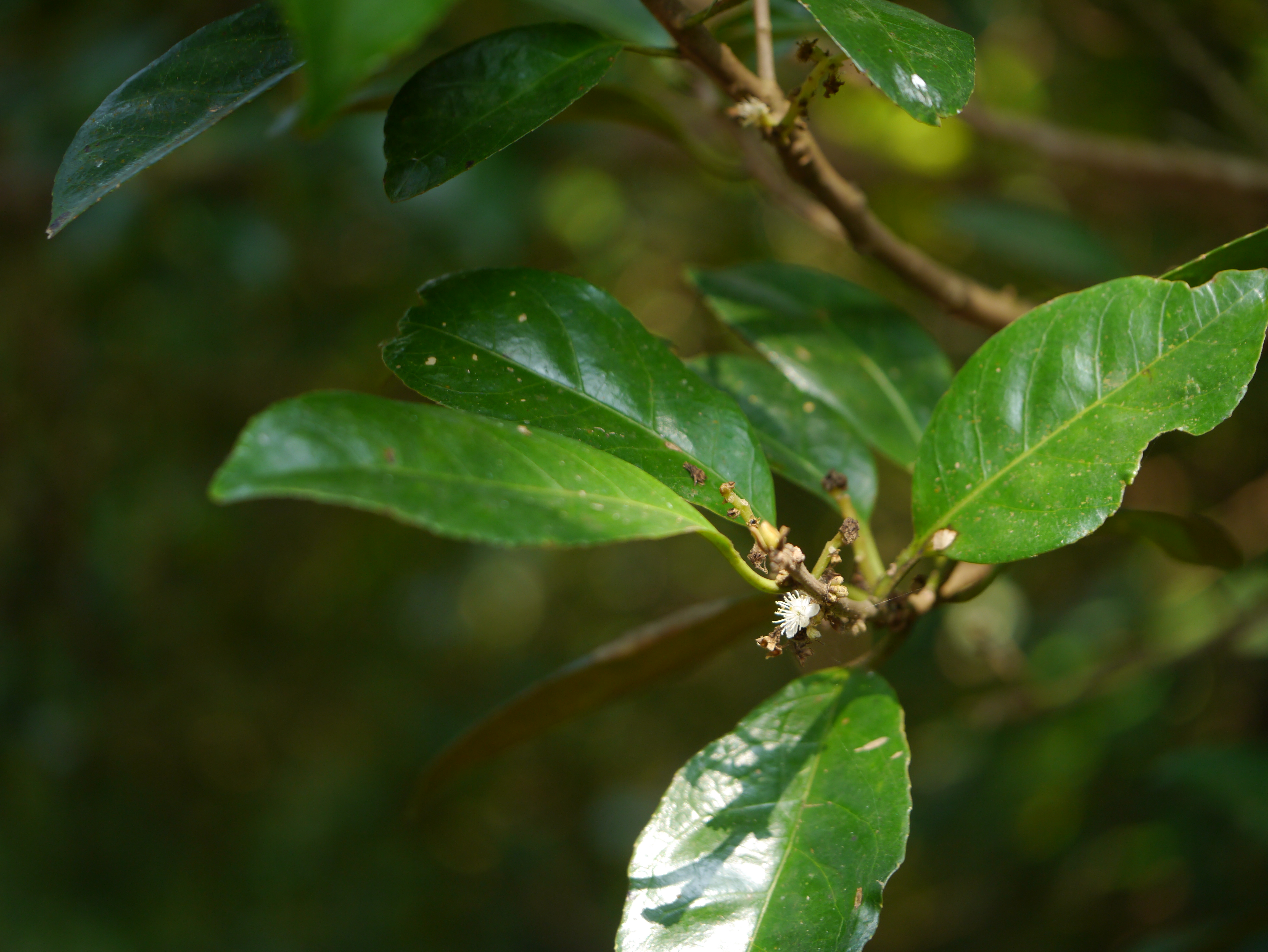
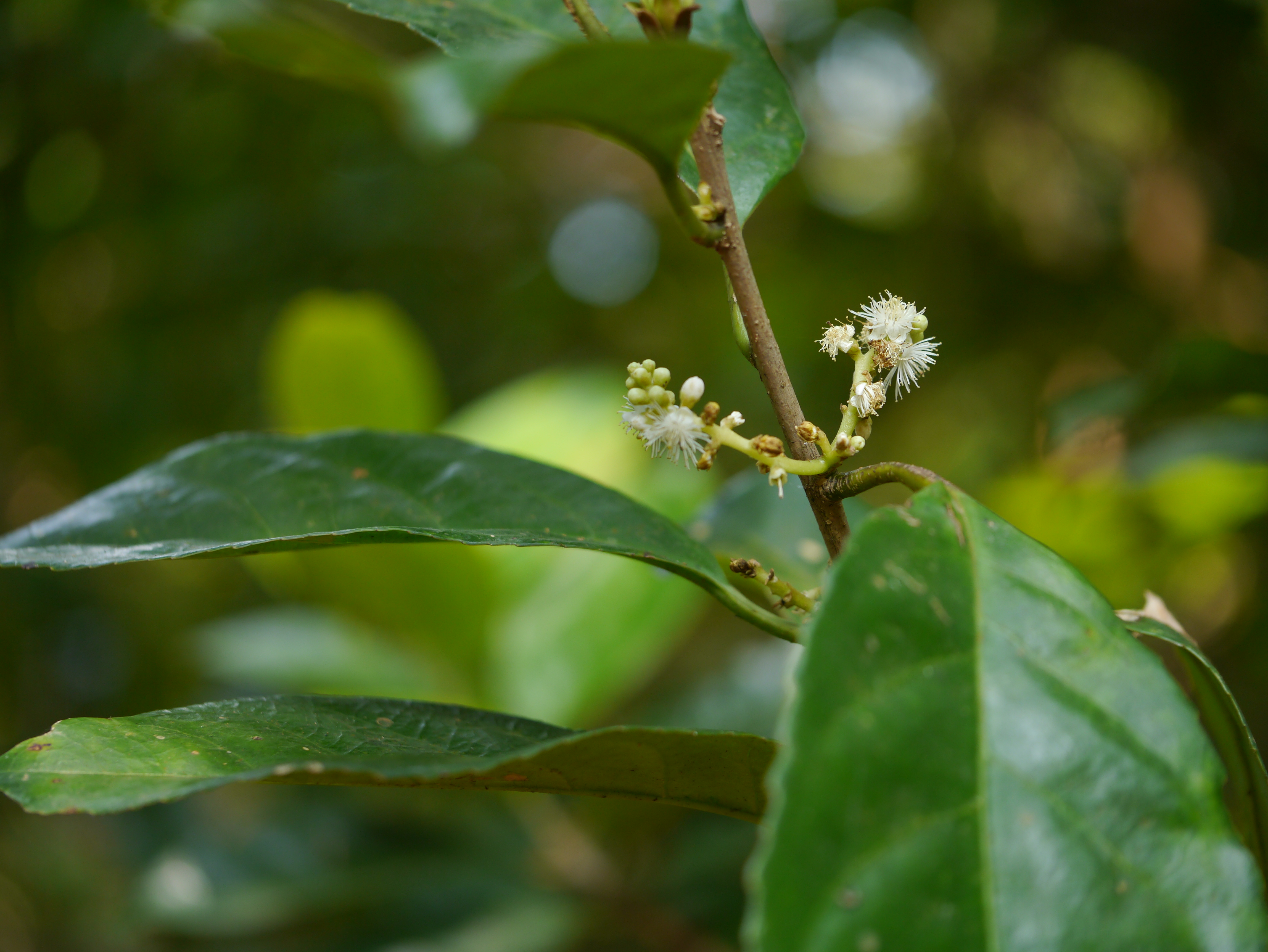
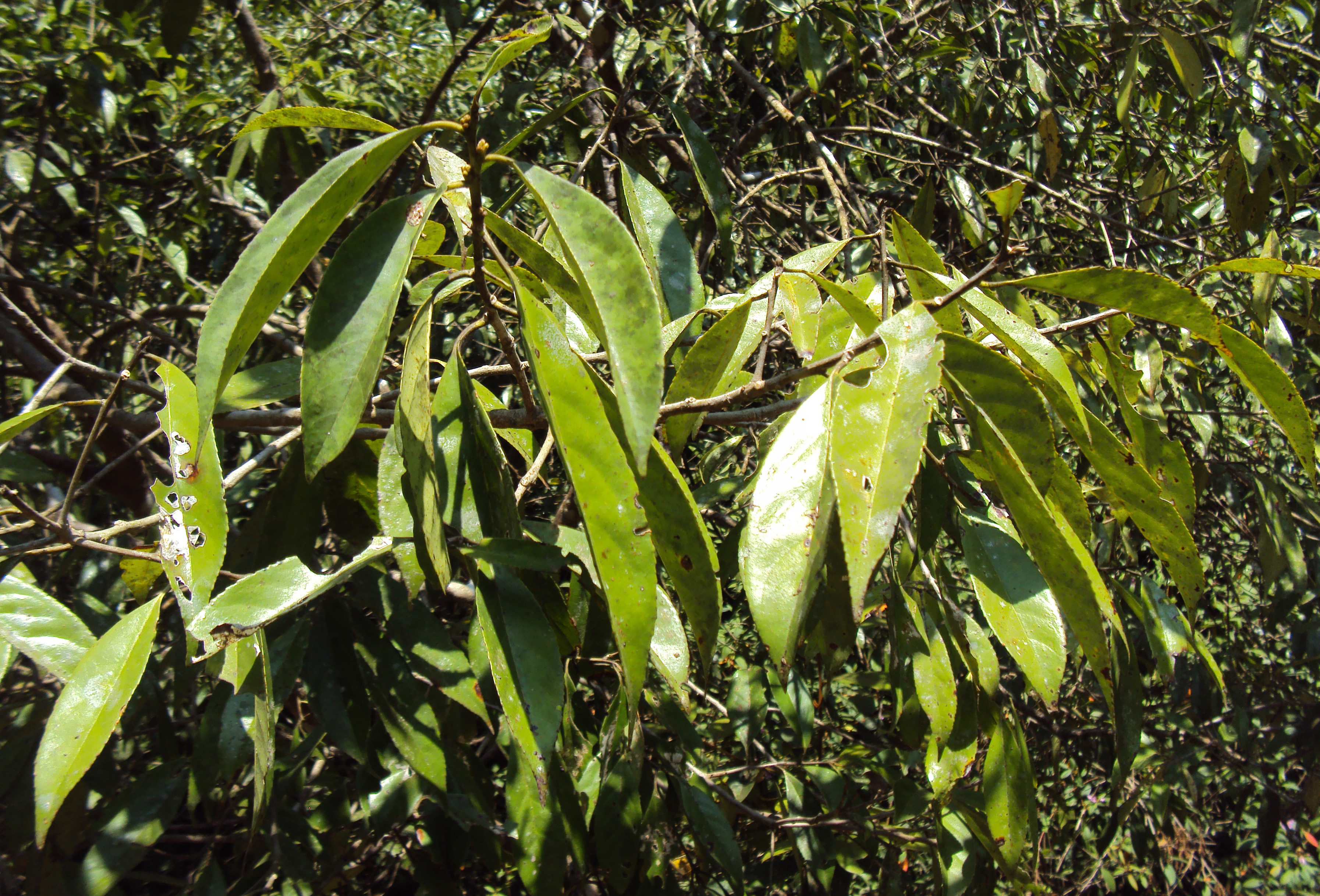
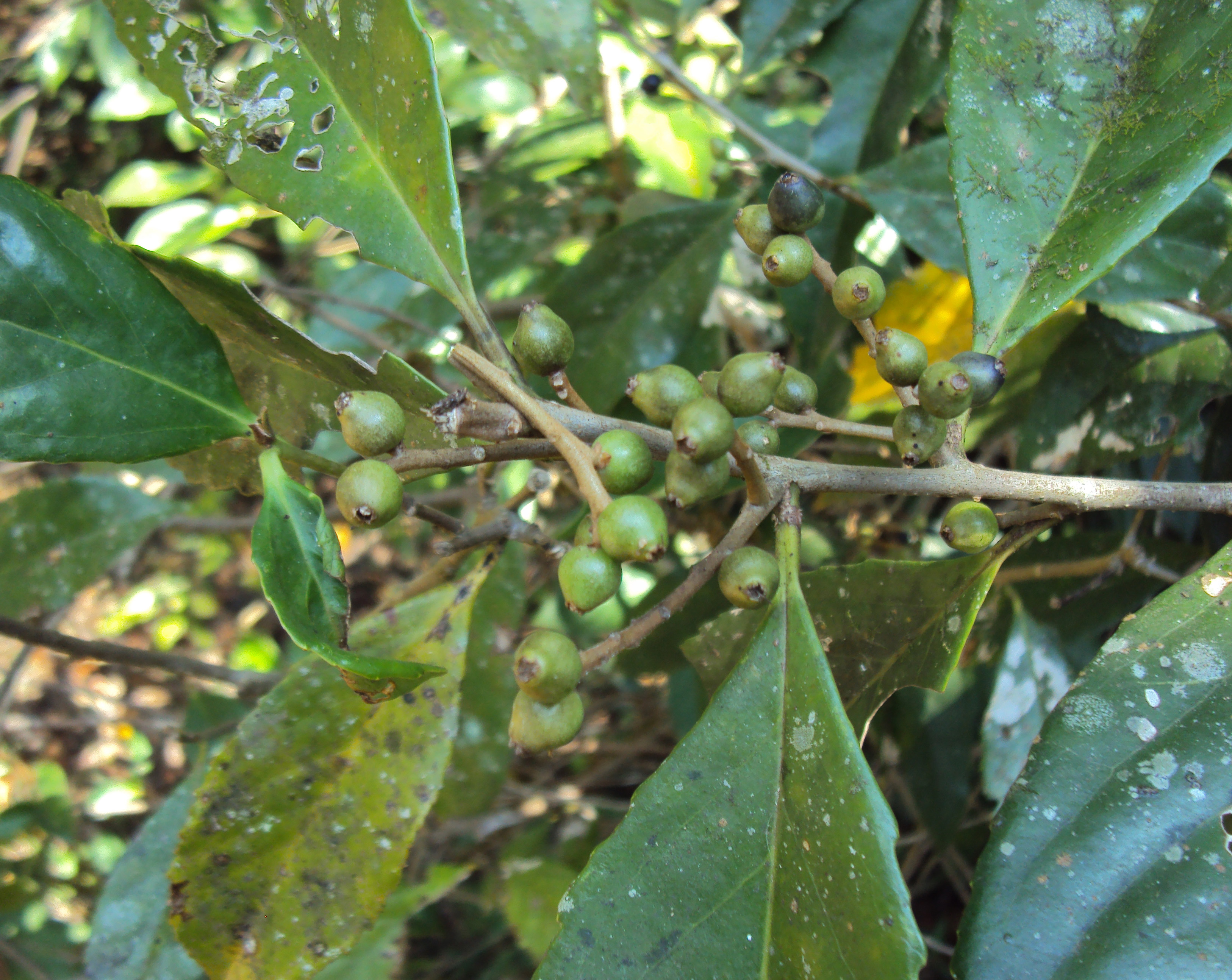
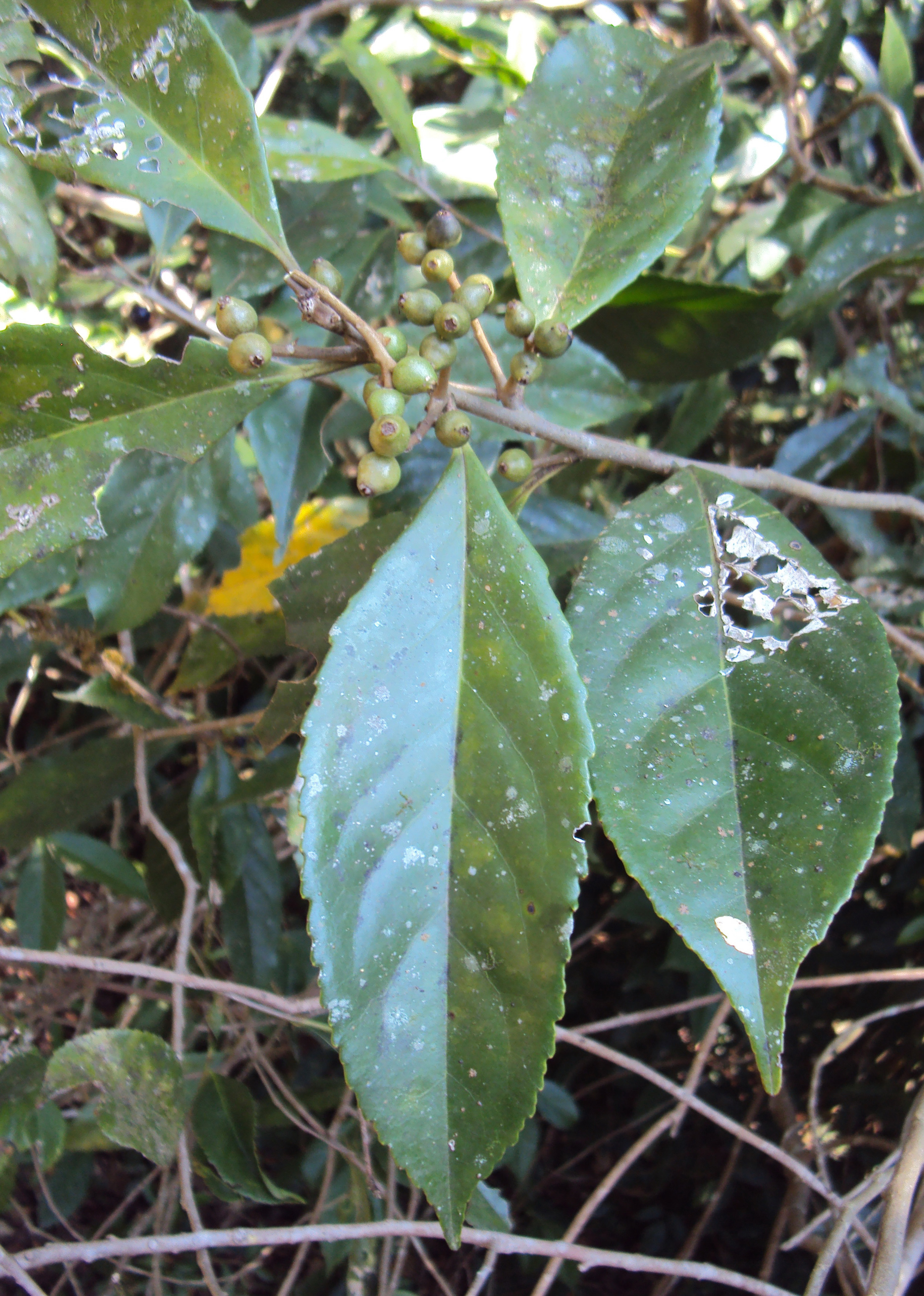
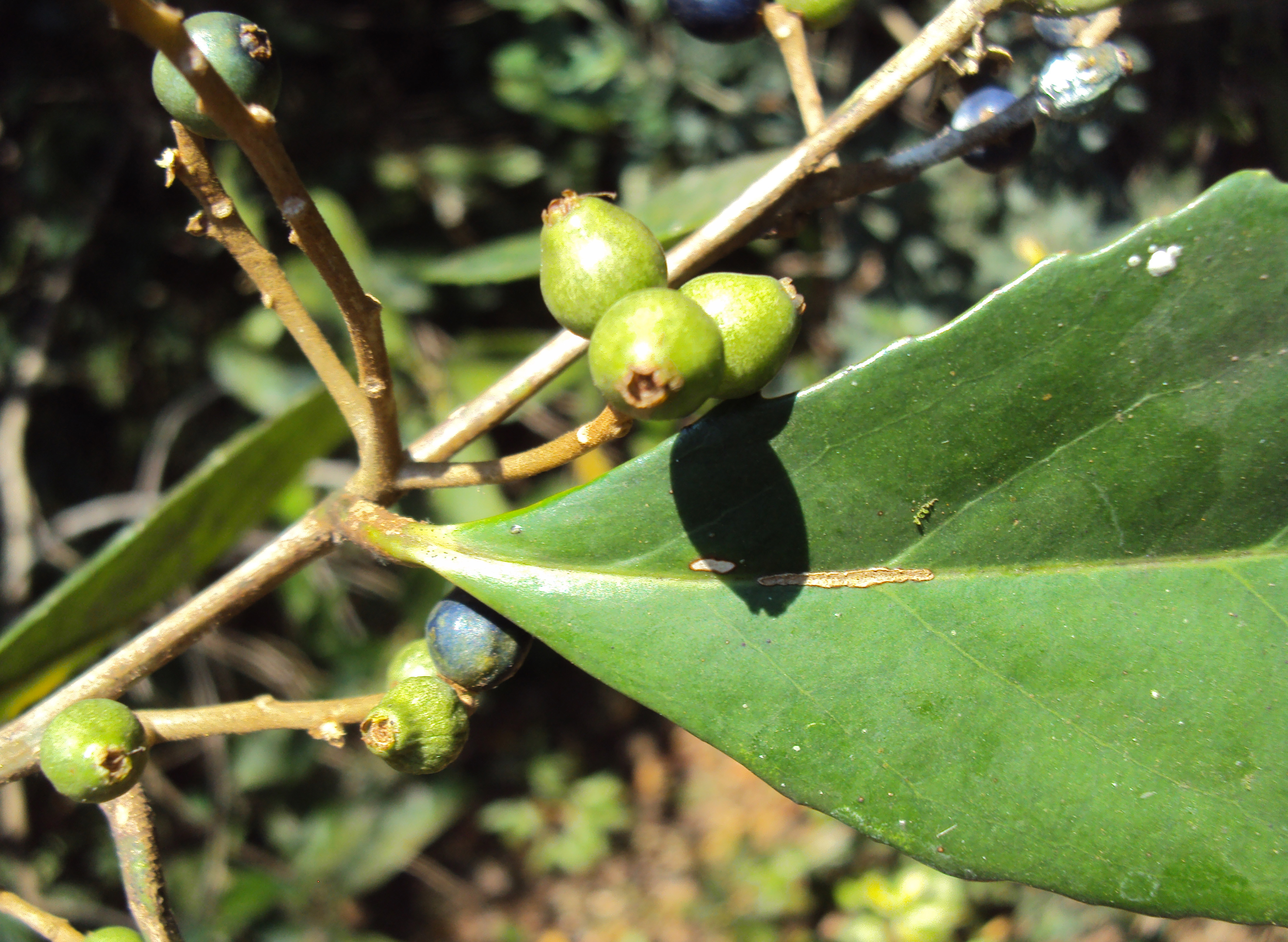
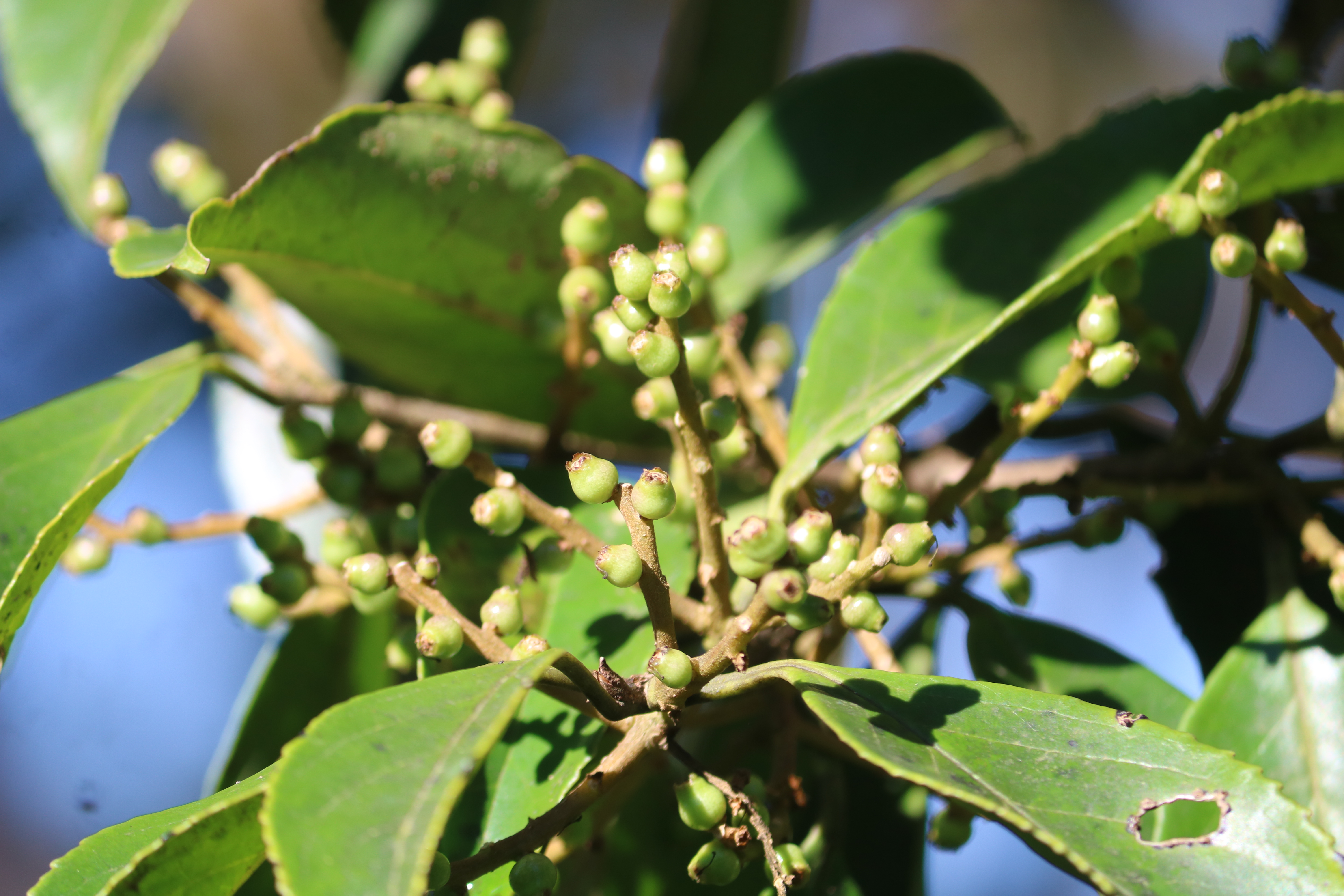
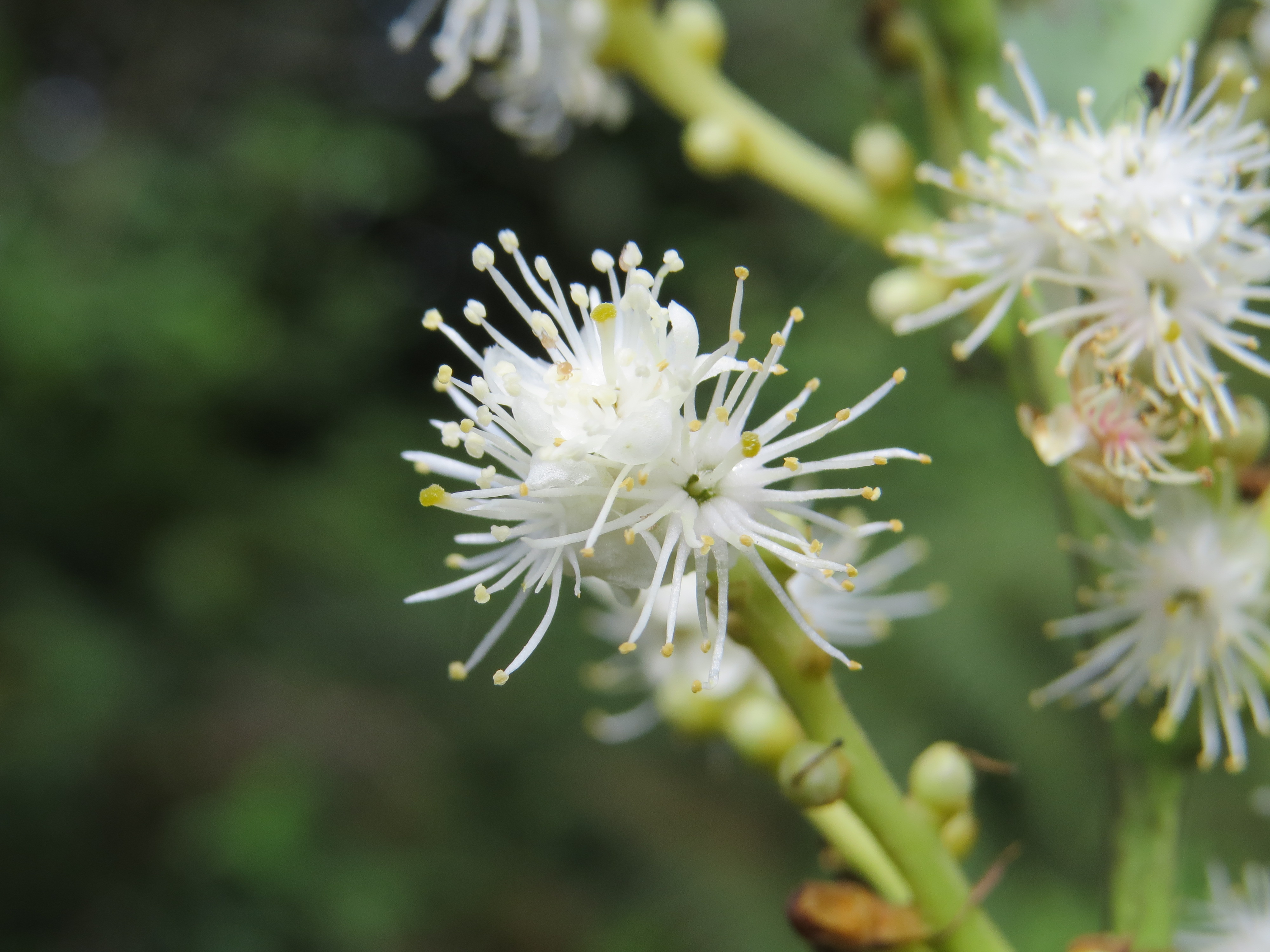
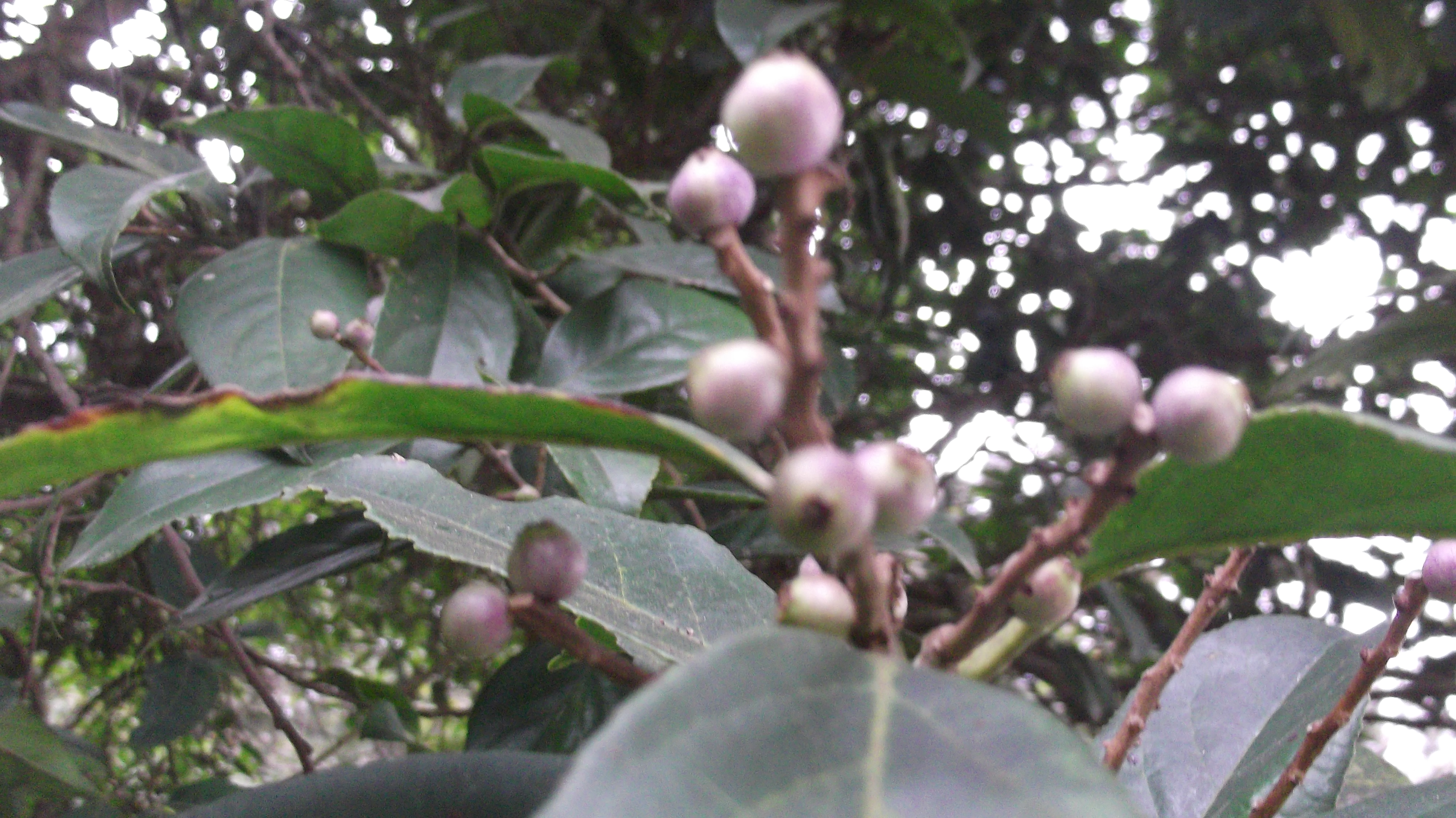

## 扩展阅读
- 維基物種上的相關：越南山矾